# Set barons apostòlics
Els set barons apostòlics d'Hispània és el nom que reben set personatges que, segons la tradició, van evangelitzar al segle I set regions de la Bètica corresponents a ciutats andaluses. D'existència incerta, al voltant seu hi ha diverses llegendes i tradicions.

## Llegenda
La llegenda els fa clergues cristians, batejats a Roma pels mateixos apòstols, ja que haurien estat deixebles de Sant Jaume el Major i enviats pels sants Pere apòstol i Pau de Tars cap a l'any 50. Els set van arribar a Acci (Guadix) quan s'hi celebraven unes festes paganes en honor dels déus. En predicar, van ésser perseguits però en passar per un pont, aquest es trencà, impedint que els perseguidors els agafessin. Una dona anomenada Lupària els acollí i es convertí al cristianisme. Llavors, els set se separaren, anant cadascú a una zona diferent on van predicar i on van posar-se al cap de la comunitat cristiana resultant, erigint-hi diòcesis, de les quals van ésser els primers bisbes. La identificació dels llocs ha variat amb el temps i continua essent insegura. Van ésser:
- Cecili a Iliberri (Granada)
- Eufrasi a Iliturgi (Andújar) o Cuevas de Lituergo (Jaén)
- Hesiqui o Isici a Carcere, Cazorla (Jaén) o Cieza (Múrcia)
- Indaleci a Urci (Pechina, Almeria) o Torre de Villaricos
- Secundi a Abula (Abla, però es pensà durant segles que corresponia a Àvila)[1]
- Torquat a Acci, actual Guadix (Granada), d'on és patró,
- Tesifont a Bergi, actual Berja (Almeria).

La majoria d'ells van morir màrtirs en diferents circumstàncies.

## Historicitat
Només es troba la història a partir del segle X; en fonts anteriors, com l'oracional de Tarragona del segle VII-VIII no s'esmenta, ni al martirologi de Jeroni del segle vi, ni a un calendari mossàrab de la Bètica dels segles VI-VII, la qual cosa és estranya. Tampoc no s'han trobat inscripcions romanes ni visigodes, ni testimonis de dedicacions d'esglésies o basíliques a la regió, on habitualment es feien constar els noms dels sants dels quals hi havia relíquies o els fundadors. Una dada prou significativa és que una inscripció de 652 trobada a Guadix llista trenta sants i cap d'ells correspon a cap dels barons apostòlics, essent Guadix l'origen de la seva pretesa predicació. Val a dir que la inscripció només esmenta màrtirs i podria ésser que els set barons, en ésser confessors (i no martiritzats), rebessin culte però no hi fossin llistats.
Les dues llegendes, sense fonament històric en els detalls, són inversemblants i, de fet, els set bisbats que s'hi esmenten no apareixen documentats fins uns quants segles més tard, com també la cristianització de la regió, molt més tardana. És possible que la llegenda s'elaborés durant l'època visigoda amb la intenció de reforçar els vincles amb Roma, fent que l'evangelització hispànica fos directament obra de la predicació de deixebles de l'apòstol Pere. Podria ser que es basés en set figures reals, predicadors o religiosos de la regió i que, a partir de la seva vida, s'hi anessin afegint elements ficticis, com els bisbats, la llegenda dels miracles, etc. Tot i que alguns autors com García Villada encara mantenen la possible historicitat del relat, els estudis actuals tendeixen a considerar-lo una llegenda pietosa.
En tot cas, la llegenda tingué molt èxit, especialment a partir de la seva difusió en els falsos cronicons dels segles xvi i xvii i, particularment, de la falsa crònica de Dextre, que oferia molts detalls sobre els sants i la seva activitat en la Bètica, tots ells obra del falsificador jesuïta Román de la Higuera.

## Veneració
Els set sants són celebrats, conjuntament, el 15 de maig. A més, cadascú té les seves festivitats litúrgiques particulars.